# کلاته باقرخان سه
کلاته باقرخان سه، روستایی از توابع بخش مرکزی شهرستان بجنورد در استان خراسان شمالی ایران است.

## جمعیت
این روستا در دهستان باباامان قرار دارد و براساس سرشماری مرکز آمار ایران در سال ۱۳۸۵، جمعیت آن ۹۷۶ نفر (۲۱۹خانوار) بوده‌است.